# Коагуляционный некроз
Коагуляционный некроз развивается при низкой активности гидролитических процессов, высоком содержании белков и умеренном содержании жидкости в тканях. Некротизированная ткань имеет плотную и сухую консистенцию. Примером могут служить восковидный или ценкеровский некроз мышц при брюшном и сыпном тифе; фибриноидный некроз при аллергических и аутоиммунных заболеваниях. Разновидностью коагуляционного некроза является казеозный (творожистый) некроз, получивший своё название за сходство по консистенции, цвету и виду с творогом. Он развивается при таких заболеваниях как туберкулёз, сифилис, проказа и лимфогранулематоз. Химический анализ некротических тканей выявляет в них большое количество липидов.

## Причины появления
Коагуляционный некроз чаще всего вызывается условиями, не связанными с тяжёлыми травмами, токсинами или иммунной реакций хронического заболевания. Недостаток кислорода (гипоксия) вызывает отмирание клеток в локализованной области, которую кровеносные сосуды не в состоянии обеспечить кислородом и другими важными питательными веществами. Следует отметить, что при ишемии большинство тканей организма будут испытывать коагуляционный некроз, ишемия в центральной нервной системе вызывается колликвационным некрозом, так как в нервных тканях очень небольшие плотные структуры.

## Патология

### Макроскопия
Макроскопическая картина участка с коагуляционным некрозом выглядит как бледный сегмент тканей, контрастирующий с окружающими участками, а также отличается васкуляризованной тканью и иссушенной тканью на разрезе. Позже ткань может стать красной из-за воспалительной реакции. Выжившие окружающие клетки могут помочь в регенерации повреждённой ткани, если повреждение не является стабильным или постоянным.

### Микроскопия
Микроскопическое исследование показывает окрашивание ткани в светлый оттенок (при окрашивании гематоксилином и эозином), без содержания ядер и с очень небольшими структурными повреждениями, создавая видимость часто упоминаемых «гостевых клеток». Снижение интенсивности окрашивания связано с распавшимися ядрами, которые более не дают тёмно-фиолетовый цвет при окрашивании гематоксилином и удаление цитоплазматических структур даёт уменьшение количества внутриклеточного белка, снижая интенсивность оттенка обычно тёмно-розового окрашивания цитоплазмы эозином.

## Регенерация
Большинство структурных остатков некротических тканей персистируют, а лабильные клетки из участков, прилегающих к поражённой ткани, копируют и заменяют уничтоженные при этом клетки. Лабильные клетки постоянно делятся, поэтому они могут помочь перестроить ткани. Стабильные и постоянные клетки (например, нейроны и кардиомиоциты) не подвержены митозу и не будут заменять повреждённые ткани. Фибробласты также мигрируют в поражённую область для участия в тканевом фиброзе или для создания рубцов там, где жизнеспособные клетки не размножаются, и замещают собой ткань.